# Castelândia
Castelândia is een gemeente in de Braziliaanse deelstaat Goiás. De gemeente telt 3.557 inwoners (schatting 2009).

## Aangrenzende gemeenten
De gemeente grenst aan Bom Jesus de Goiás, Maurilândia, Quirinópolis, Rio Verde en Santa Helena de Goiás.